# Le Train bleu
Le Train bleu je luxusní restaurace v Paříži ve stylu novobaroka a Belle Époque. Nachází se v prvním patře Gare de Lyon ve 12. obvodu. Poté, co byla restaurace v roce 1966 na příkaz ministra André Malrauxe zachráněna od demolice, jsou některé její interiéry chráněny jako historická památka.

## Historie
Restauraci realizoval architekt Marius Toudoire u příležitosti Světové výstavy v roce 1900 pro Železniční společnost Paris-Lyon-Méditerranée (PLM) pod názvem Buffet de la Gare de Lyon. Slavnostně ji otevřel 7. dubna 1901 francouzský prezident Émile Loubet.
V roce 1963 Albert Chazal (1923-2017), nový provozovatel restaurace ji přejmenoval na Le Train bleu na počest modrého vlaku „Paris-Vintimille“ z roku 1868 (luxusní expres Paříž-Marseille-Nice-Monaco-Ventimiglia, který sleduje přímořskou trasu Francouzské riviéry).
Mnoho osobností 20. století bylo pravidelnými návštěvníky restaurace: Brigitte Bardotová, Sarah Bernhardt, Coco Chanel, Jean Cocteau, Colette, Salvador Dalí, Jean Gabin, François Mitterrand, Marcel Pagnol, Réjane, Edmond Rostand, Francis Bacon, Kraftwerk aj.
V roce 2014 proběhla rozsáhlá renovace, při které byla část dobového vybavení, na které se nevztahovala památková ochrana, dána do dražby.
Kuchyně prošla kompletní modernizací. Veškerá výzdoba a fresky byly očištěny a restaurovány, stěny přemalovány a obnoveno zlacení plátkovým zlatem.

## Architektura
Do restaurace se vstupuje z nábřeží velkým dvojitým točitým schodištěm. Původně se kuchyně nacházela v podkroví, pokrmy se převážely sedmi elektrickými výtahy.
Prostory restaurace, zlatý salonek neboli malý salonek, velký sál, tuniský a alžírský salonek, pasáže a jejich výzdoba jsou chráněny jako historická památka.
Interiér je vybaven sochami, zlacením, římsami, lustry, slavnostním nábytkem, klubovými křesly a 41 rozsáhlými dekorativními malbami na stěnách a stropech představující hlavní oblasti, které spojovala tehdejší společnost Paříž-Lyon-Méditerranée. Na výzdobě se podíleli malíři: Charles Bertier, Eugène Burnand, Antoine Calbet, Ulpiano Checa y Sanz, Eugène Dauphin, Guillaume Dubufe, François Flameng, Henri Gervex, Gaston de La Touche, Michel Maximilien Leenhardt, Albert Maignan, Frédéric Montenard, Jean-Baptiste Olive, Albert Rigolot, Édouard Rosset-Granger, Paul Saïn, Gaston Casimir Saint-Pierre aj.
Sály mají stále své původní prvky, leštěné podlahy, dřevěné obložení, kožené lavice, mahagonový obslužný nábytek, zlacené štuky, četné sochy a nástěnné a stropní malby zobrazující výjevy z Francie. Nad schodištěm vedoucím ke kolejím je nástěnná malba od René Billotta (1846–1915), která zobrazuje dobové pařížské stavby jako most Alexandra III. a výstavního paláce světové výstavy z roku 1900.
Tři obrazy na stropě velkého sálu jsou věnovány třem největším městům Francie: Paříž je dílem Françoise Flamenga (1856–1923), další dva autoři jsou Guillaume Debufe (Lyon) a Gaston Casimir Saint-Pierre (Marseille). Hlavní nástěnná malba ve velké místnosti představuje divadlo v Orange od Alberta Maignana (1845-1908). Jsou zde portréty prezidenta společnosti Stéphana-Adolpha Dervillé a generálního ředitele Gustava Noblemairea i slavných osob jako hereček Sarah Bernhardt a Réjane, zpěváka Jean Bartet a spisovatele Edmonda Rostanda. Obrazy představující Villefranche a Monako vytvořil Frédéric Montenard (1849-1926).
Ve zlatém sále je obraz představující Nice od Henriho Gervexe (1852-1929). Malíř Jean-Baptiste Olive (1848-1936) namaloval dva obrazy: Île Saint-Honorat a starý přístav v Marseille. Obraz Eugèna Burnanda (1850-1921) zobrazuje Mont Blanc.

## Restaurace ve filmu
- 1972: S tetou na cestách, režie George Cukor
- 1973: Maminka a děvka, režie Jean Eustache
- 1990: Brutální Nikita, režie Luc Besson
- 1998: Place Vendôme – Svět diamantů, režie Nicole Garcia
- 2003: Holky v akci, režie Pierre Jolivet
- 2005: Hledejte Anthonyho, režie Jérôme Salle
- 2007: Prázdniny pana Beana, režie Steve Bendelack
- 2009:  Galimatyáš, režie Jean-Pierre Jeunet
- 2012: Le Train Bleu, režie Stéphanie Assimacopoulo